# Rabboni
Rabboni es un título honorífico que se daba a los maestros de Israel. De los tres títulos que se les daba: rab, rabbi y rabban (o rabbon) el segundo era más honorífico que el primero; y el tercero más que el segundo. De rabbon se deriva rabboni (o, según muchos códices rabunni) Discuten los filólogos si la i final es simplemente intensiva, o más bien es el sufijo personal de la primera persona equivalente a mío. 
En el Nuevo Testamento llaman rabboni a Jesús el ciego de Jericó (Mc10:51) y María Magdalena (Jn20:16). En este último pasaje  Juan le da la significación de Maestro.